# Chionea nivicola
Chionea nivicola là một loài ruồi trong họ Limoniidae. Chúng phân bố ở miền Tân bắc.